# Roland Jansen
Roland Jansen ('s-Hertogenbosch, 24 september 1967) is een Nederlands oud-voetbaldoelman. Hij bracht meer dan de helft van zijn actieve carrière door bij Willem II.

## Biografisch
Jansen begon met voetballen bij amateurclub Hertogstad in 's-Hertogenbosch. Na zijn aankomst bij Willem II haalde toenmalig trainer Piet de Visser hem na een jaar bij de selectie. Na zijn actieve sportloopbaan, bleef Jansen werken in de voetbalwereld. Hij is van 1 januari 2007 tot en met 30 juni 2009 als keeperstrainer verbonden aan RBC Roosendaal. Jansen combineert dit met zijn werk als keeperstrainer in de jeugdopleiding van Willem II, waar hij begon in 2006.
Jansen stond na zijn laatste profcontract nog twee jaar in het doel bij amateurclub Kozakken Boys. Hij is een gediplomeerd makelaar. Voor hij profvoetballer werd, rondde hij ook de Academie voor Lichamelijke Opvoeding af, maar gaf nooit les.

## Clubstatistieken
| Seizoen  | Club             | Competitie     | Wedstrijden | Doelpunten |
| -------- | ---------------- | -------------- | ----------- | ---------- |
| 1986-'87 | Willem II        | Eerste divisie | 7           | -          |
| 1987-'97 | Willem II        | Eredivisie     | 223         | -          |
| 1997-'01 | Sparta Rotterdam | Eredivisie     | 77          | -          |
| 2001-'03 | ADO Den Haag     | Eerste divisie | 66          | -          |
| 2003-'04 | ADO Den Haag     | Eredivisie     | 16          | -          |